# Bank of the West Classic 2005 - Doppio
Il doppio del torneo di tennis Bank of the West Classic 2005, facente parte del WTA Tour 2005, ha avuto come vincitrici Cara Black e Rennae Stubbs che hanno battuto in finale Elena Lichovceva e Vera Zvonarëva con il punteggio di 6–3, 7–5

## Teste di serie
1. Cara Black /  Rennae Stubbs (campionesse)
2. Elena Lichovceva /  Vera Zvonarëva (finale)

1. Anna-Lena Grönefeld /  M Shaughnessy (semifinali)
2. Lisa Raymond /  Samantha Stosur (primo turno)

## Tabellone

### Legenda
| - Q = Qualificato - WC = Wild card - LL = Lucky loser | - ALT = Alternate - SE = Special Exempt - PR = Protected Ranking | - w/o = Walkover - r = Ritirato - d = Squalificato |